# Ph-metria esofagea
La pH-metria esofagea è il gold standard attuale per la diagnosi della malattia da reflusso gastroesofageo. Tale esame permette di rilevare una misura fisiologica diretta dell'acido nell'esofago ed è il metodo più obiettivo per documentare tale condizione, valutarne la gravità e monitorare la risposta all'eventuale trattamento farmacologico o chirurgico intrapreso.
Consiste nell'inserimento di un sondino nasogastrico, alla cui estremità è collegato un elettrodo, che permette di verificare il pH esofageo nell'arco delle 24 ore. Solitamente il pH esofageo è tra 6 e 7.